# 薩馬提亞人
萨马提亚人（Sarmatians）是上古时期位于斯基泰西部的一个游牧部落联盟，它第一次被提及是在公元前512年。
老普林尼在作品中认为拉丁语中的“Sarmatae”与希腊语中的“Sauromatae”的意思是相同的。在萨尔马提亚人鼎盛时期，其部落分布在西到维斯瓦河和多瑙河、东到伏尔加河、北到神秘而寒冷的许珀耳玻瑞亚、南到黑海和里海的区域内。有关萨尔马提亚人的最重要的考古发现发生在俄罗斯克拉斯诺达尔边疆区境内。他們是欽察人其中一族源，奄蔡即是奧塞梯人是他們後裔。